# Bartosz Sarzało
 Bartosz Krzysztof Sarzało  (ur. 4 września 1983 w Gdańsku) – polski koszykarz, występujący na pozycjach rzucającego obrońcy lub niskiego skrzydłowego, po zakończeniu kariery zawodniczej trener koszykarski, obecnie asystent trenera w Krajowej Grupie Spożywczej Arce Gdynia.
8 lutego 2022 został zwolniony z etatu trenera w Starogardzie Gdańskim. W sierpniu 2022 został asystentem trenera Suzuki Arki Gdynia.

## Osiągnięcia
Na podstawie, o ile nie zaznaczono inaczej.
Drużynowe
- Awans do:
  - PLK z Polpharmą Starogard Gdański (2004)
  - II ligi (2015)
- Finalista pucharu Polski (2006)
- Mistrz Polski juniorów starszych (2002)

Indywidualne
- MVP II ligi grupy A (2018)[5]
- Zaliczony do I składu II ligi grupy A (2017[6], 2018[5], 2019[7])

Reprezentacja
- Uczestnik:
  - kwalifikacji do mistrzostw Europy:
    - 2005, 2007
    - U–20 (2002)

  - mistrzostw Europy U–16 (1999 – 10. miejsce)

## Statystyki

### Statystyki podczas występów w PLK
- Sezon 2004/2005 (Polpharma Starogard Gdański): 25 meczów (średnio 2,9 punktu oraz 1,4 zbiórki w ciągu 15,4 minuty)
- Sezon 2005/2006 (Polpharma Starogard Gdański oraz Noteć Inowrocław): 26 meczów (średnio 9 punktów oraz 3 zbiórki w ciągu 22,4 minuty)
- Sezon 2006/2007 (Unia Tarnów oraz Polonia Warszawa): 35 meczów (średnio 6,2 punktu oraz 1,7 zbiórki w ciągu 21,3 minuty)
- Sezon 2007/2008 (Polonia Warszawa): 26 meczów (średnio 3,6 punktu oraz 1,4 zbiórki w ciągu 17,2 minuty)
- Sezon 2009/2010 (Znicz Jarosław): 29 meczów (średnio 5,4 punktu oraz 3,6 zbiórki w ciągu 26 minut)
- Sezon 2010/2011 (Kotwica Kołobrzeg): 21 meczów (średnio 3,6 punktu oraz 2 zbiórki w ciągu 18,3 minuty)

### Statystyki podczas występów w I lidze
- Sezon 1998/1999 (Polpharma Starogard Gdański): 9 meczów (średnio 0,2 punktu)
- Sezon 1999/2000 (Polpharma Starogard Gdański): 28 meczów (średnio 3,5 punktu)
- Sezon 2000/2001 (Polpharma Starogard Gdański): 30 meczów (średnio 2,9 punktu)
- Sezon 2001/2002 (Polpharma Starogard Gdański): 31 meczów (średnio 1,9 punktu)
- Sezon 2002/2003 (Polpharma Starogard Gdański): 30 meczów (średnio 14,6 punktu)
- Sezon 2003/2004 (Polpharma Starogard Gdański): 30 meczów (średnio 10,3 punktu oraz 3,3 zbiórki w ciągu 17,8 minuty)
- Sezon 2008/2009 (Zastal Zielona Góra): 35 meczów (średnio 7,5 punktu oraz 2,5 zbiórki w ciągu 20,9 minuty)

### Statystyki podczas występów w II lidze
- Sezon 2004/2005 (Polpharma II Starogard Gdański): 11 meczów (średnio 16,5 punktu)
- Sezon 2011/2012 (Korsarz Gdańsk): 26 meczów (średnio 17 punktów oraz 6,2 zbiórki w ciągu 35,5 minuty)